# European Film Awards per il miglior contributo europeo al cinema mondiale
L'European Film Awards per il miglior contributo europeo al cinema mondiale viene assegnato ogni anno dal 1997.

## Albo d'oro

### Anni 1990
- 1997: / Miloš Forman - Regista
- 1998:  Stellan Skarsgård - Attore
- 1999
  -  Antonio Banderas - Attore
  - / Roman Polański - Regista

### Anni 2000
- 2000
  -  Jean Reno - Attore
  -  Roberto Benigni - Regista, attore
- 2001:  Ewan McGregor - Attore
- 2002:  Victoria Abril - Attrice
- 2003:  Carlo Di Palma - Direttore della fotografia
- 2004:  Liv Ullmann - Attrice
- 2005:  Maurice Jarre - Compositore
- 2006:  Jeremy Thomas - Produttore
- 2007:  Michael Ballhaus - Direttore della fotografia
- 2008
  -  Søren Kragh-Jacobsen - Regista, compositore
  -  Kristian Levring - Regista
  -  Lars von Trier - Regista
  -  Thomas Vinterberg - Regista
- 2009:  Isabelle Huppert - Attrice

### Anni 2010
- 2010: / Gabriel Yared - Compositore
- 2011:  Mads Mikkelsen - Attore
- 2012:  Helen Mirren - Attrice
- 2013:  Pedro Almodóvar - Regista
- 2014:  Steve McQueen - Regista
- 2015: / Christoph Waltz - Attore, regista
- 2016:  Pierce Brosnan - Attore
- 2017:  Julie Delpy - Attrice, regista, sceneggiatrice
- 2018:  Ralph Fiennes - Attore, regista
- 2019:  Juliette Binoche - Attrice

### Anni 2020
- 2020: non assegnato
- 2021:  Susanne Bier - Regista, sceneggiatrice
- 2022:  Elia Suleiman - Regista, sceneggiatore
- 2023:  Isabel Coixet - Regista, sceneggiatrice
- 2024:  Isabella Rossellini - Attrice